# Sporveien
Sporveien AS (tidligere Kollektivtransportproduksjon AS) er et norsk aktieselskab ejet af Oslo kommune. Selskabet ejer og forvalter infrastrukturen for sporvejene og T-banen i Oslo, herunder stationer, tunneler og bygninger. Datterselskaberne Sporveien Trikken og Sporveien T-banen står for al drift med sporvogne og T-banetog, mens datterselskabet Unibuss kører en stor del af byens busser, alle tre på kontrakt med trafikselskabet Ruter. Sporveien ejer desuden selskaberne Bussanlegg og Sporveien Media.
Selskabet blev stiftet 1. juli 2006, da det daværende Oslo Sporveier blev delt i en driftsdel, Kollektivtrafikkproduksjon, og en administrationsdel, der i 2008 blev en del af Ruter. I 2013 skiftede Kollektivtrafikkproduksjon navn til Sporveien Oslo. Til daglig blev selskabet dog bare kaldt Sporveien, så som en forenkling skiftede selskabet navn til det 1. september 2017.